# Detox
Detox – album studyjny zespołu Dżem, wydany w czerwcu (MC) i lipcu (LP) 1991 roku.
Nagrania zrealizowano w Studio „Giełda” Polskiego Radia w Poznaniu w dniach 13–14, 25–26 kwietnia 1991 roku. Realizatorzy nagrań: Piotr Madziar i Jacek Frączek. Projekt okładki – Agencja Artystyczna Secesja.
Według wielu krytyków i samych twórców jest jedną z najlepszych płyt wydanych przez zespół. Całość została nagrana w ciągu trzydziestu ośmiu godzin.

## Lista utworów

### Wydanie I i II
strona A
1. „Jak malowany ptak” (muz. Jerzy Styczyński, sł. Dariusz Dusza) – 4:30
2. „Mamy forsę, mamy czas” (muz. Paweł Berger, Jerzy Styczyński, sł. Kazimierz Galaś) – 5:02
3. „Ostatnie widzenie” (muz. A. Otręba, sł. Ryszard Riedel) – 8:22
4. „Śmiech czy łzy” (muz. A. Otręba) – 2:50

strona B
1. „Detox” (muz. B. Otręba, sł. R. Riedel) – 6:46
2. „Sen o Victorii” (muz. P. Berger, sł. R. Riedel) – 5:43
3. „List do M.” (muz. B. Otręba, sł. D. Zawiesienko, R. Riedel) – 6:35
4. „Letni spacer z Agnieszką” (muz. J. Styczyński) – 2:02

### Wydanie III i następne
1. „Śmiech czy łzy” (muz. A. Otręba) – 2:50
2. „Ostatnie widzenie” (muz. A. Otręba, sł. Ryszard Riedel) – 8:22
3. „Mamy forsę, mamy czas” (muz. Paweł Berger, Jerzy Styczyński, sł. Kazimierz Galaś) – 5:02
4. „Jak malowany ptak” (muz. Jerzy Styczyński, sł. Dariusz Dusza) – 4:30
5. „Czarny chleb” (muz. Dżem, sł. R. Riedel) – 4:31
6. „Detox” (muz. B. Otręba, sł. R. Riedel) – 6:46
7. „Sen o Victorii” (muz. P. Berger, sł. R. Riedel) – 5:43
8. „List do M.” (muz. B. Otręba, sł. D. Zawiesienko, R. Riedel) – 6:35
9. „Letni spacer z Agnieszką” (muz. J. Styczyński) – 2:02

## Twórcy
- Paweł Berger – rhodes
- Adam Otręba – gitara (Gibson Les Paul)
- Beno Otręba – gitara basowa (Fender Precision Bass)
- Jerzy Piotrowski – perkusja, instrumenty perkusyjne
- Ryszard Riedel – śpiew, harmonijka ustna
- Jerzy Styczyński – gitara (Ibanez Artist)

## Wydawnictwa
MC Asta (AS 0002); czerwiec 1991 – 41:55
LP Dżem S.C. (001/91); lipiec 1991 – 41:55
CD Asta (AS CD 003); wrzesień 1991 – 49:50
CD Dżem S.C. (003); 1991 – 49:50
CD Ania Box Music (CD ABM 019); kwiecień 1995 – 49:50
MC Ania Box Music (MC ABM 040); kwiecień 1995 – 49:50
CD Box Music (BSCD-007); wrzesień 1997 – 49:50
MC Box Music (BSMC-007); wrzesień 1997 – 49:50
MC Box Music/Pomaton EMI (7243 5 24927 4 9); 26 lutego 2000 – 49:50
CD Box Music/Pomaton EMI (7243 5 24927 2 5); 26 lutego 2000 – 49:50
CD Pomaton EMI (7243 5 93693 2 7); 27 września 2003 – 49:50 (jako BOX 2CD wraz z albumem Dzień, w którym pękło niebo)
LP Warner Music Poland (190296353239); 2022